# Acalypha elliptica
Acalypha elliptica é uma espécie de flor do gênero Acalypha, pertencente à família Euphorbiaceae.